# Dobrouchevo
Dobrouchevo (en macédonien Добрушево) est un village du sud-ouest de la Macédoine du Nord, situé dans la municipalité de Mogila. Le village comptait 624 habitants en 2002.

## Démographie
Lors du recensement de 2002, le village comptait :
- Macédoniens : 624